# The A-Team
The A-Team er en amerikansk action-adventure tv-serie om en fiktiv gruppe af tidligere United States Army Special Forces-soldater, der arbejder som lejesoldater, mens de er på flugt fra hæren efter at være blevet udnævnt krigsforbrydere for "en forbrydelse, de ikke har begået". The A-Team blev skabt af forfatterne og producerne Frank Lupo og Stephen J. Cannell (som også samarbejdede om Wiseguy, Riptide og Hunter) efter forslag fra Brandon Tartikoff, formand for NBC Entertainment. Selvom gruppen skal forestille at være lejesoldater, så er The A-Team altid på de godes side og hjælper de undertrykte. Showet løb over fem sæsoner på NBC's kanal fra 23. januar 1983 til 30. december 1986 (med et ekstra, tidligere ikke-sendt episode, der blev vist den 8. marts 1987) og der i alt lavet 98 episoder.